# Hildegard Maria Rauchfuß

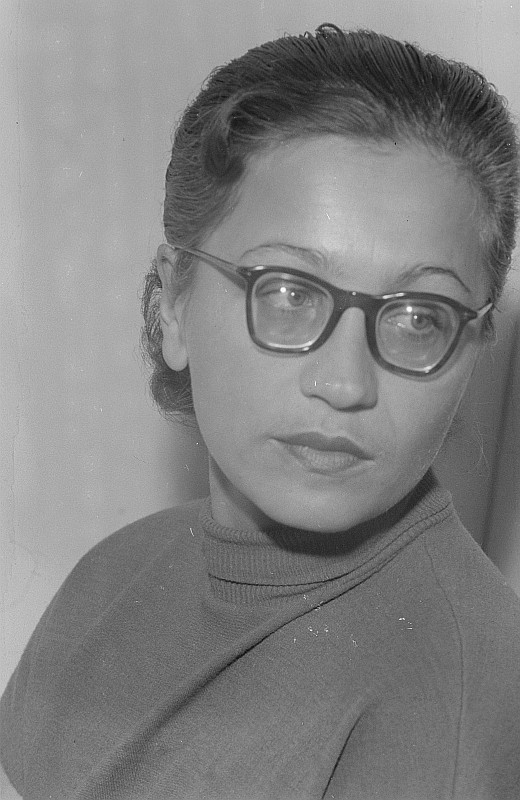
Hildegard Maria Rauchfuß, 1953

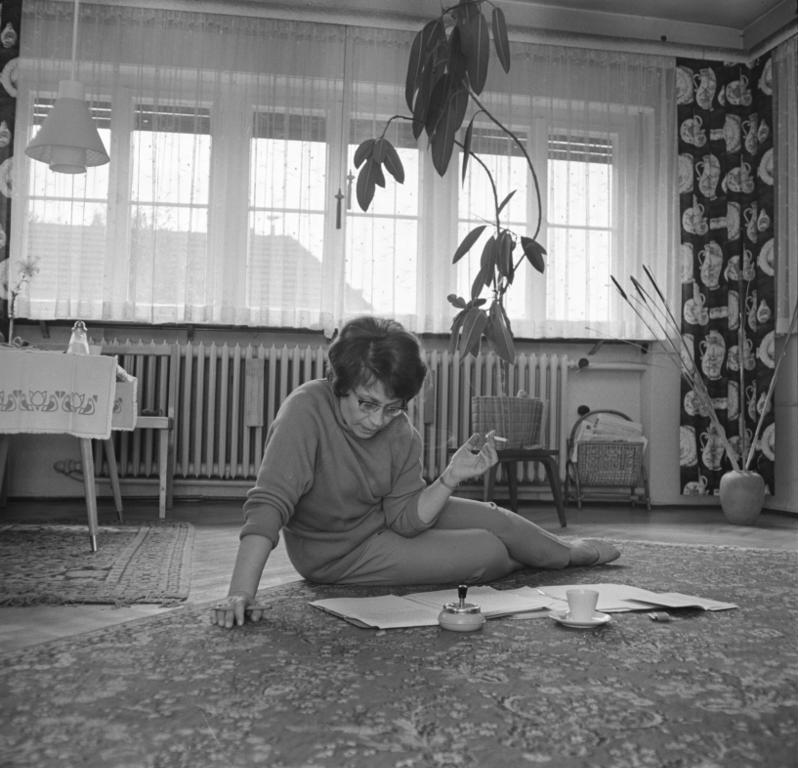
Hildegard Maria Rauchfuß, 1964

Hildegard Maria Rauchfuß (* 22. Februar 1918 in Breslau; † 28. Mai 2000 in Leipzig) war eine deutsche Schriftstellerin.

## Leben

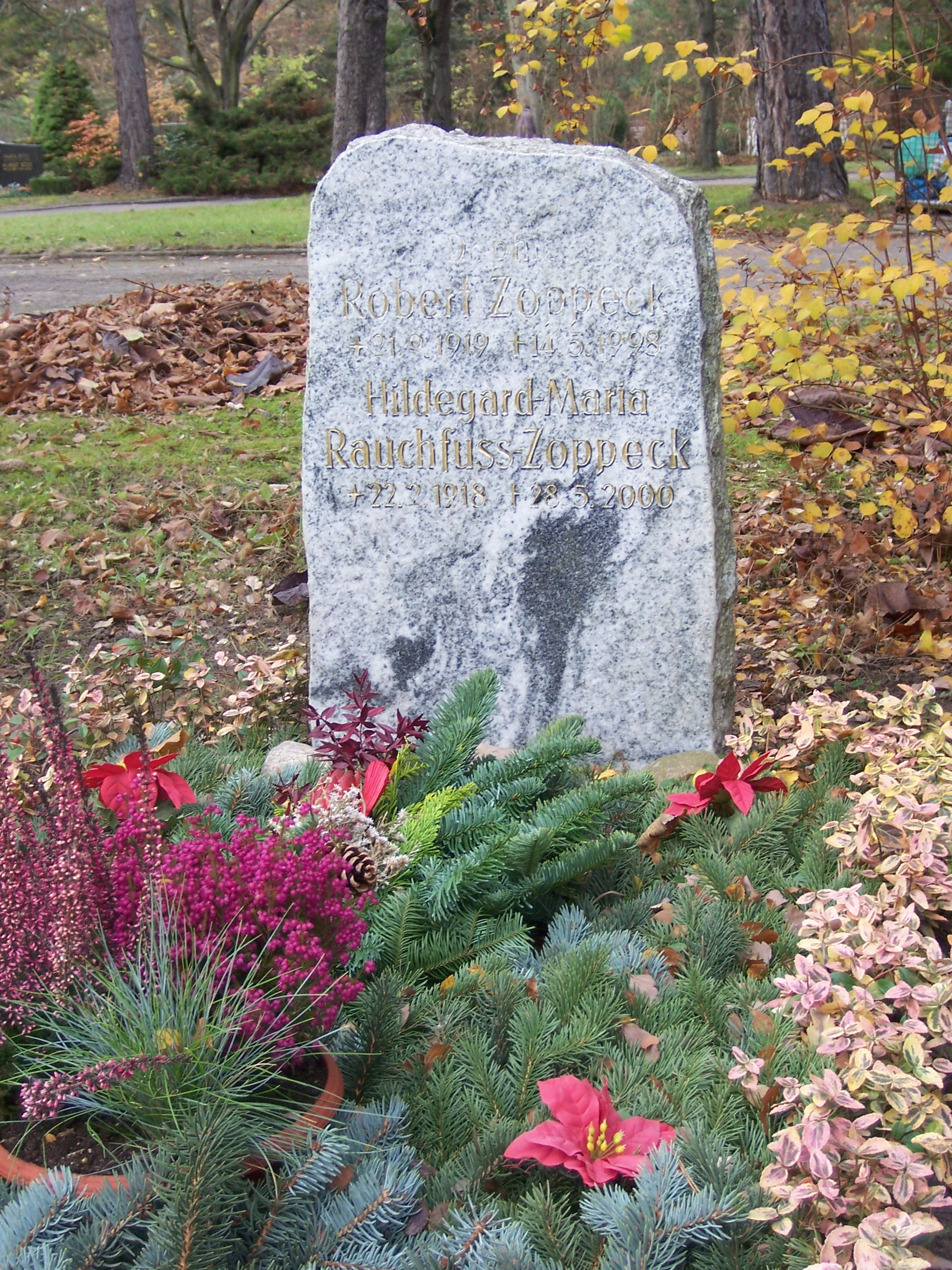
Grabstätte von Hildegard Maria Rauchfuß-Zoppeck auf dem Südfriedhof in Leipzig

Hildegard Maria Rauchfuß war die Tochter einer französischstämmigen Mutter und eines preußischen Offiziers. Sie besuchte ein Lyzeum, wurde jedoch kurz vor dem Abitur wegen der Parteinahme für jüdische Freunde von der Schule verwiesen. Ihren Abschluss machte sie dann auf der Handelsschule und absolvierte anschließend eine Ausbildung als Sängerin. Während des Zweiten Weltkriegs arbeitete sie als Bankangestellte. Im Frühjahr 1945 floh sie aus Breslau, zuerst nach Bad Warmbrunn und 1947 nach Leipzig. Dort war sie anfangs als Buchhalterin tätig. Seit Beginn der 1950er-Jahre lebte sie als freie Schriftstellerin in Leipzig.
Hildegard Maria Rauchfuß’ Werk umfasst Romane, Erzählungen, Kinderbücher, Gedichte und Liedtexte, Fernsehdrehbücher sowie Texte für das Kabarett Leipziger Pfeffermühle. Ihr Roman einer Künstlerehe Wem die Steine Antwort geben hat den Wiederaufbau des Dresdner Zwingers zum Hintergrund, die stark autobiografisch gefärbten Bücher Schlesisches Himmelreich und Fische auf den Zweigen schildern die Entwicklung einer jungen Frau aus konservativem schlesischem Milieu von den 1920er-Jahren bis zur Übersiedlung in die DDR Ende der 1940er-Jahre. In ihrem letzten, seinerzeit vieldiskutierten Roman Schlußstrich behandelt die Autorin das Thema Alkoholismus. Rauchfuß’ Liedtexte wurden unter anderem von Gisela May und der DDR-Band City interpretiert, der Text zu deren berühmtestem Song Am Fenster stammte von ihr.
Hildegard Maria Rauchfuß gehörte seit 1950 dem Schriftstellerverband der DDR und seit 1975 dem Verband der Journalisten der DDR an. Von 1967 bis 1976 war sie unter dem Decknamen „Bettina“ oder auch „Bettina Schreiber“ Inoffizielle Mitarbeiterin des Ministeriums für Staatssicherheit der DDR.
Rauchfuß war verheiratet mit dem Literatur- und Kulturwissenschaftler Robert Zoppeck (1919–1998), es war dessen dritte Ehe.
Nach ihrem Tod kaufte die Gruppe City den dichterischen Nachlass und übergab ihn zur Nutzung der Stadt Leipzig.
Aufgrund einer Fiskalerbschaft wurde zunächst der Freistaat Sachsen als Erbe von Hildegard Maria Rauchfuß festgestellt. Dieser erhielt an Tantiemen und Lizenzgebühren jährlich rund 10.000 Euro, hatte aber über 20 Jahre später den Nachlass an die dann bekannt gewordenen gesetzlichen Erben herauszugeben.

## Werke
- Jahrmarkt und andere Erzählungen, Leipzig 1949
- Das schilfgrüne Kleid und andere Erzählungen, Leipzig 1949
- Gewitter überm großen Fluß, Leipzig 1952
- Wem die Steine Antwort geben, Halle (Saale) 1953
- Besiegte Schatten, Halle (Saale) 1954
- Fräulein Rosenzeh und andere Märchen, Berlin 1959
- So anders fällt das Licht, Halle (Saale) 1959
- Die weißen und die schwarzen Lämmer, Halle (Saale) 1959
- Die grünen Straßen, Halle/Saale 1963
- Schlesisches Himmelreich, Leipzig 1968
- Versuch es mit der kleinen Liebe. Gedichte ,Lieder und Chansons, Henschelverlag, Berlin 1970
- Kopfbälle, Leipzig 1974
- War ich zu taktlos, Felix?, Leipzig 1976
- Fische auf den Zweigen, Halle u. a. 1980
- Mit dem linken Fuß zuerst, Halle u. a. 1984
- Schlußstrich, Halle u. a. 1986
- Zwei Gedichte, Leipzig 1998 (zusammen mit Volker Pfüller)

## Auszeichnungen
- 1963: Kunstpreis der Stadt Leipzig
- 1973: Johannes-R.-Becher-Medaille
- 1979: Vaterländischer Verdienstorden
- 1986: Nationalpreis der DDR III. Klasse für Kunst und Literatur